# Centre de services scolaire de Montréal
El Centre de services scolaire de Montréal (CSSDM, "Centro de servicios escolar de Montreal") es el consejo escolar más grande de Quebec, Canadá. 
Sirve los 5 distritos más poblados de Montreal. CSDM gestionma aproximadamente 200 escuelas, y tiene más de 110.000 estudiantes (niños y adultos) y más de 8.000 empleados.